# 임천 가림수
임천 가림수는 충청남도 부여군 임천면에 있다. 2007년 12월 28일 부여군의 향토문화유산 제95호로 지정되었다.

## 개요
임천가림수는 신증동국여지승람, 여지승람등에 역사 깊은 인공숲이 남아 있으며 바로 가림수이다 라고 기록되어 있으며 조선의 임수에 의하면 일제강점기까지는 35그루가 있었으며 현재는 7그루가 남아 있다. 이 가림수는 성흥산성과 관련하여 군사용 엄폐 및 은폐용 군사적 목적을 위해 인공으로 조성된 수림대로 전국에서 그 사례를 찾아 볼 수 없을 정도로 귀중한 자료이다. 따라서 역사적, 상징적 의미에서 문화재적 가치가 높다.

## 참고 문헌
- 임천 가림수 - 부여군향토문화유산